# Arsenicum album

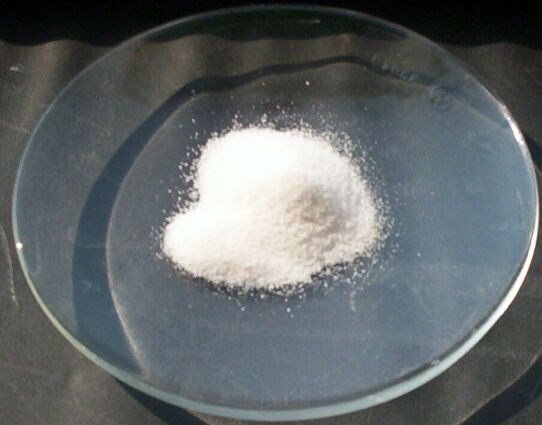
Óxido de arsénico (III)

Arsenicum album (Arsen. alb.) es un remedio homeopático. Desde el punto de vista químico se trata de óxido de arsénico (III). Tradicionalmente es usado para tratar una variedad de síntomas como desórdenes digestivos (especialmente intoxicación alimentaria), insomnio, irritación de mucosas, alergias, ansiedad, depresión, anemia, desnutrición y síntomas obsesivo compulsivos. Ha sido aplicado en el tratamiento de la intoxicación por arsénico sobre la base de la ley de similitud homeopática. VENENO: Consumido en grandes cantidades es mortal. Consumido en cantidades pequeñas por tiempos prolongados produce padecimientos y enfermedades. Los órganos que se envenenan en el organismo rápidamente son Pulmones, Riñón, Hígado y la Piel.

## Uso en homeopatía
De acuerdo con Locke y Geddes, arsenicum album es uno de los quince remedios más conocidos en homeopatía, y está indicado en el tratamiento de un particular tipo constitucional, llamado por el mismo nombre del remedio. En homeopatía clásica, el arsenicum album es utilizado en el tratamiento de pacientes con carácter tenso, inquieto, individuos ambiciosos, con una tendencia a la hipocondría, pesimismo y con una meticulosa atención por el orden y la limpieza.